# Улица Шухова (Москва)
У́лица Шу́хова (до 30 июля 1963 года — Сиро́тский переу́лок, до 1922 года — Варва́ринский (Варва́рьинский) переу́лок) — улица, расположенная в Южном административном округе города Москвы на территории Даниловского района и частично на его границе с Донским районом.

## История
Улица получила современное название 30 июля 1963 года в память об инженере-конструкторе Владимире Григорьевиче Шухове (1853—1939), почётном академике, Герое Труда, среди произведений которого — ажурная стальная радиобашня, построенная в 1922 году на этой улице. До 7 июня 1922 года носила название Варва́ринский (Варва́рьинский) переу́лок, затем для устранения одноимённости с улицей Варваркой было дано название Сиро́тский переу́лок. Оба исторических названия были даны по Варваринскому сиротскому приюту с церковью великомученицы Варвары для девочек, оставшихся без родителей после эпидемии холеры 1848 года, построенному в 1850 году почётным гражданином А. И. Лобковым и названному по имени его умершей дочери Варвары.

## Расположение
Улица Шухова проходит от Мытной улицы на запад, с юга к ней примыкают Городская улица и улица Татищева, далее улица Шухова пересекает Хавскую улицу и продолжается до улицы Шаболовки. По участку улицы Шухова от Хавской улицы до улицы Шаболовки проходит граница Даниловского и Донского районов. Нумерация домов начинается от Мытной улицы.

## Примечательные здания и сооружения
По нечётной стороне:

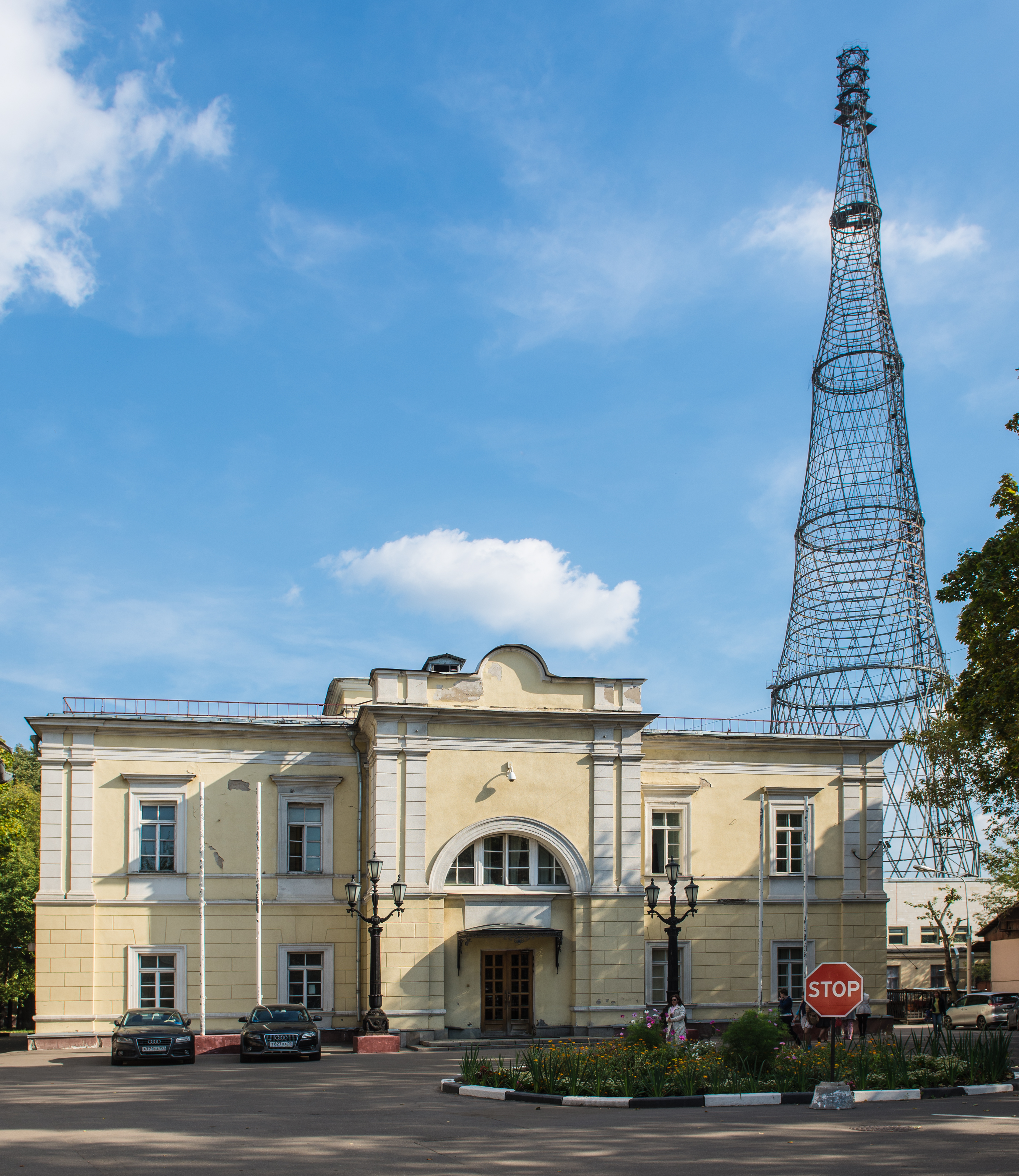
Здание бывшего Варваринского сиротского приюта с церковью великомученицы Варвары

- № 9с3 — Городской арестный дом (1910)
- № 11/16, 13к1, 13к2, 17к3 — часть ансамбля конструктивистских жилых домов 1927—1929 гг.

По чётной стороне:
- № 4, 6, 8, 10 — конструктивистские жилые дома начала 1930-х гг.
- между № 10 и 14, на бывшей Дровяной площади — анкерные башмаки технологической растяжки радиоантенны (1918—1919) радиобазы ГОРЗ, памятник истории инженерии.
- № 10с1 — Шуховская башня. К северо-западу от нее, по нынешнему адресу Шаболовка, 37 — бывший Варваринский сиротский приют с церковью великомученицы Варвары в утраченной надстройке (ныне — киностудия ВГТРК).
- № 14 — ЦНИИ комплексной автоматизации лёгкой промышленности, часть площадей занимает бизнес-центр «Шухов Плаза».

## Транспорт

### Наземный
- с910 (быв. т10, ранее троллейбус 10): от Мытной ул. до Городской ул. односторонним движением (в сторону м. «Нагатинская») с остановкой «Ул. Шухова». В обратном направлении маршрут проходит по Мытной ул.
- у западного торца улицы по ул. Шаболовка пролегают маршруты трамваев 14, 26 и 47.

### Метро
- Станция метро «Шаболовская» Калужско-Рижской линии — северо-западнее улицы, на улице Шаболовка